# 伝馬町 (浜松市)
伝馬町（てんまちょう）は静岡県浜松市中央区の町名。丁番を持たない単独町名である。住居表示未実施。

## 地理
浜松市中央区の中心部に位置する。東で肴町、鍛冶町及び千歳町、西で利町、大工町及び元魚町、南で旅籠町（はたごまち）、北で連尺町と接する。

### 学区
- 浜松市立中部小学校（浜松中部学園）
- 浜松市立中部中学校（浜松中部学園）

## 歴史
伝馬町は江戸時代の浜松宿下における宿駅制度のための御役町（おやくまち）のうちの1町であったことに端を発する。

### 沿革
- 1882年（明治15年） - 伝馬町から浜松伝馬町に町名変更を行う。
- 1889年（明治22年）4月1日 - 町村制の施行により、敷知郡浜松伝馬町が周辺の町村と合併して敷知郡浜松町となる[WEB 7]。旧町名は浜松町の大字として残る[書籍 2]。
- 1896年（明治29年）4月1日 - 郡制の施行により、浜松町の所属郡が浜名郡に変更となる。
- 1911年（明治44年）3月31日 – 浜松町が市制施行して浜松市となる。
- 1925年（大正14年）5月1日 -  地籍整理により、大字伝馬から伝馬町に町名変更を実施。また、大字旅籠の一部を編入。また、一部を松江町、板屋町、鍛冶町、旭町、砂山町及び千歳町の各一部に編入[書籍 3]。
- 2007年（平成19年）4月1日 - 浜松市が政令指定都市となる。伝馬町は中区の一部となる。
- 2024年（令和6年）1月1日 - 浜松市の行政区再編により、伝馬町は中央区の一部となる。

## 施設
- 浜松市医師会館
- 三菱UFJ銀行浜松支店
- 静岡中央銀行浜松支店
- 浜松いわた信用金庫伝馬町支店
- 富国生命保険浜松支店
- 東海東京証券浜松支店
- 富士ソフト中部支社浜松オフィス
- 杏林堂ドラッグストア伝馬町店

## 交通

### バス
- 遠鉄バス - 国道257号上に伝馬町停留所が設置されている。
  - 8富塚じゅんかん：富塚車庫・浜松駅行
  - 50山の手医大線：浜松駅行／医科大学行
  - 51泉高丘線：浜松駅行／姫街道車庫行
  - 53・56萩丘都田線：浜松駅行／三方原営業所・（半田山中行／）染地台三丁目・（ニコエ・春華堂浜北工場）行
  - 58和合西山線：浜松駅行／西山行

### 道路
- 国道257号

## その他

### 警察
警察の管轄は以下の通りである。
| 番・番地等 | 警察署         | 交番・駐在所   |
| ---------- | -------------- | -------------- |
| 全域       | 浜松中央警察署 | 浜松城公園交番 |

### 消防署
消防署の管轄区域は以下の通りである。
| 番・番地等 | 消防署   | 本署/出張所 |
| ---------- | -------- | ----------- |
| 全域       | 中消防署 | 本署        |

### 書籍
1. ↑  『わが町文化誌 学びの里祈りの丘』浜松市立県居公民館、2000年4月25日、231頁。
2. ↑  『浜松市史 三』浜松市役所、1980年3月26日、177頁。
3. ↑  『浜松市史 三』浜松市役所、1980年3月26日、355,356頁。

### WEB
1. ↑  “h02_22.csv”.   総務省 (2022年2月10日). 2024年10月2日閲覧。
2. ↑  “chuouku_menseki.xlsx”.   浜松市 (2024年3月12日). 2024年10月2日閲覧。
3. ↑  “静岡県 浜松市中央区 伝馬町の郵便番号 - 日本郵便”.   日本郵便. 2025年2月15日閲覧。
4. ↑  “市外局番の一覧”.   総務省 (2022年3月1日). 2024年10月2日閲覧。
5. ↑  “事業所案内及び管轄地域（事務所3件、分室3件）”.   一般社団法人静岡県自動車会議所. 2024年10月2日閲覧。
6. ↑  “住居表示実施状況”.   浜松市 (2024年1月4日). 2024年6月12日閲覧。
7. ↑  “historyofcities.pdf”.   静岡県総務部合併推進室・財団法人静岡県市町村振興協会. 2024年10月11日閲覧。
8. ↑  “浜松城公園前交番｜静岡県警察”.   静岡県警察 (2024年1月1日). 2024年6月17日閲覧。
9. ↑  “消防署の町別管轄「て」／浜松市”.   浜松市 (2023年4月3日). 2024年6月17日閲覧。